# Foc a l'Arboç
Foc a l'Arboç foren les flames que arrasaren la localitat els dies 8 i 9 de juny de 1808 durant la Guerra del Francès. A l'Arboç hi havia refugiats més d'un miler de sometents del Vendrell i uns centenars de soldats suïssos que juntament amb veïns de la població decidiren presentar resistència a l'exèrcit napoleònic i l'obligaren a retirar-se. Però a la tarda del mateix dia s'inicià la venjança de les tropes franceses ja que envoltaren la població i causaren desenes de morts i destrosses molt importants.

## Antecedents
El 28 de maig de 1808 esclata una insurrecció a Lleida i el capità general de Catalunya José de Ezpeleta vol restaurar l'ordre. Per això envia el regiment d'infanteria de línia espanyol Extremadura, a Antonio García Conde amb el 2n batalló de Reales Guardias Españolas i un esquadró del regiment de cavalleria de línia Borbón a Vilafranca del Penedès. L'endemà surten de Barcelona les dues companyies suïsses de Wimpffen i es dirigeixen cap a Tarragona per unir-se al seu regiment.
El regiment Extremadura no arriba a Lleida, perquè a Tàrrega s'uneix a la insurrecció militar. Per acabar d'adobar-ho, el dijous 2 de juny de 1808, dia de mercat, a Manresa, les autoritats de la ciutat donen suport als revoltats amb el governador Francisco Codony al capdavant. L'espurna que fa saltar la revolta a Manresa és el retorn dels papers oficials que l'Ajuntament havia hagut d'enviar a Barcelona per què fossin segellats per part de l'autoritat francesa.
Davant les revoltes, el general Duhesme, cap del Cos d'Observació dels Pirineus Orientals, veu perillar les línies de comunicació amb França doncs Roses, Girona i Hostalric estan ocupades per forces espanyoles, que podien passar d'aliats a enemics. En aquest context rep ordres de reforçar Saragossa i València i decideix enviar dues columnes de les seves tropes que no eren veterans de la Grande Armée. La primera columna sota les ordres del general François Xavier de Schwarz va en direcció a Saragossa amb ordres de passar per Igualada, Manresa, Cervera i Lleida. La segona columna comandada per Joseph Chabran amb 800 genets i quinze peces d'artilleria ha de passar per Tarragona per romandre a Tortosa, ja que queda a la mateixa distància de València i de Saragossa. La guarnició espanyola de Barcelona quedà només formada pel 2n batalló de Reales Guardias Valon que fou desarmat l'11 de novembre de 1808 i els seus membres considerats presoners de guerra.
Després del primer enfrontament les autoritats militars franco-espanyoles, Ezpeleta i Duhesme s'adonen que l'extensió i intensitat de la rebel·lió els supera. El 4 de juny, quan la columna de Schwarz surt de Barcelona, la ciutat de Vic es revolta i l'endemà ho fa Cardona. Dins de l'exèrcit espanyol es produeixen desercions en massa i el regiment Extremadura, enviat per Ezpeleta a Lleida per restaurar l'ordre, s'uneix a la rebel·lió a Tàrrega.
Duhesme ordenà al general Joseph Chabran que suspengui la seva marxa cap a Tortosa i València i torni a Barcelona.

## Foc a l'Arboç
A l'Arboç els veïns, partidaris de Ferran VII, esperaven el retorn de les tropes franceses de Joseph Chabran, que havien passat per la vila camí de Tarragona. El Vendrell va caure i els francesos avancen cap a Martorell. A l'Arboç hi havia refugiats 1.200 sometents del Vendrell i uns 300 soldats suïssos. El dia 9 de juny aquests efectius juntament amb el veïnat presentaren resistència a l'exèrcit napoleònic. Quan arribà l'avantguarda del general Chabran foren atacats, els causaren baixes i els obligaren a retirar-se de nou cap el Vendrell.
Però aquella mateixa tarda Chabran envià un missatger amb la intenció de parlamentar i fou rebut a trets. Com a resposta els francesos van canonejar la torre de la casa des d'on havien disparat. Els veïns seguiren resistint i disparant. En poques hores la vila fou envoltada i els resistents es refugiaren en les cases del carrer Major. Els francesos entraren a la vila i mataren als que trobaren. Homes i les dones resistien amb pals i pedres.
La resistència durà fins al 10 de juny de l'any 1808. Hi moriren seixanta-quatre homes, cent cases foren cremades, unes altres tantes inhabitables, els magatzems destruïts, l'església saquejada i les collites destrossades.

## Conseqüències
Convençuts que el focus de la rebel·lió era a Manresa, Ezpeleta i Duhesme decideixen enviar tota la divisió Chabran en una expedició de càstig sobre aquesta ciutat, que es torna a enfrontar als rebels el 14 de juny de 1808 amb una nova derrota imperial.